# 11664 Кашіваґі
11664 Кашіваґі (11664 Kashiwagi) — астероїд головного поясу, відкритий 4 квітня 1997 року.
Тіссеранів параметр щодо Юпітера — 3,191.